# Gangi
Gangi ist eine italienische Gemeinde der Metropolitanstadt Palermo in der Autonomen Region Sizilien mit 5997 Einwohnern (Stand 31. Dezember 2023) und ist Mitglied der Vereinigung I borghi più belli d’Italia (Die schönsten Orte Italiens).

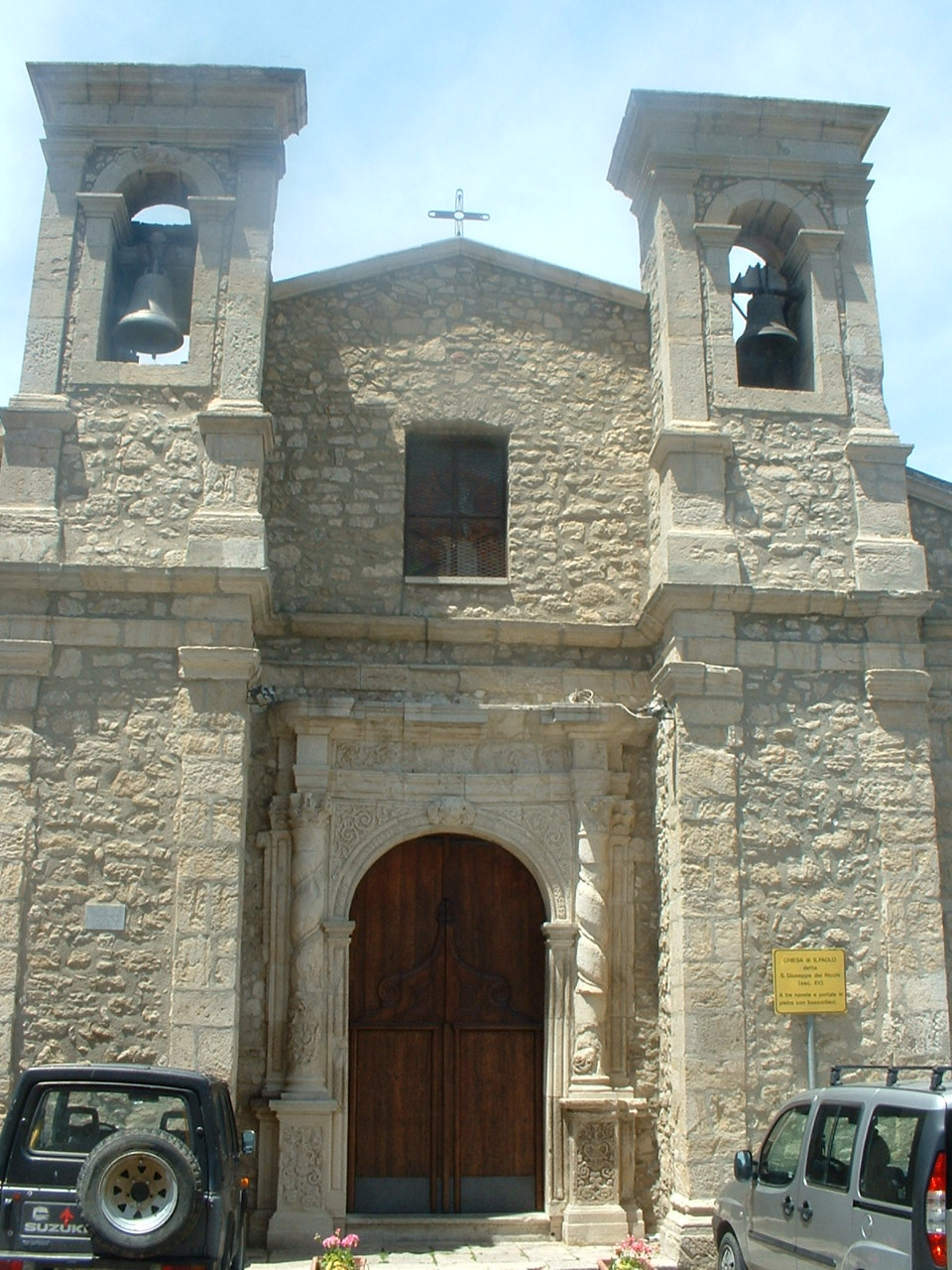
Gangi, Kirche San Paolo

## Lage und Daten
Gangi liegt 125 km südöstlich von Palermo in den Madonie. Die Einwohner arbeiten hauptsächlich in der Landwirtschaft.
Die Nachbargemeinden sind Alimena, Blufi, Bompietro, Calascibetta (EN), Enna (EN), Geraci Siculo, Nicosia (EN), Petralia Soprana und Sperlinga (EN).

## Geschichte
Der heutige Ort wurde im 14. Jahrhundert gegründet. Das alte Dorf wurde 1299 zerstört.
Am 1. Januar 1926 war Gangi Schauplatz eines Großeinsatzes von Polizei und Carabinieri unter Führung von Cesare Mori gegen die Brigantenbanden und die Cosa Nostra, die sich in Gangi eingerichtet hatten.
Gangi kam 2017 international in die Schlagzeilen durch den Versuch den von Abwanderung bedrohten Ortskern wieder zu beleben. Für 1 Euro werden leerstehende Häuser demjenigen verkauft, der sich verpflichtet, diese Häuser innerhalb von drei Jahren zu renovieren.

## Sehenswürdigkeiten
- Kirche San Paolo, erbaut im 16. Jahrhundert
- Neugotisches Rathaus
- Pfarrkirche aus dem 18. Jahrhundert, mit einem großen Gemälde des Jüngsten Gerichts
- Kirche San Cataldo aus dem 16. Jahrhundert, im 19. Jahrhundert renoviert
- Kastell
- Wallfahrtskirche Spirito Santo

## Gemeindepartnerschaft
Gangi pflegt eine Partnerschaft zu der irischen Stadt Clonmel.

## Veranstaltungen
- Die Prozession zu Ehren von Spirito Santo (Heiliger Geist) ist das größte Fest in der Madonie; es findet am Pfingstmontag statt.
- Das Ährenfest (Sagra della Spiga) findet am zweiten Sonntag im August statt.

## Trivia
Gangi ist Schauplatz des Films Palermo Shooting.

## In Gangi geboren
- Zoppo di Gangi (1570–1620), Maler von Tafelbildern und Fresken
- Filippo Quattrocchi (1738–1813), Holzbildhauer des Spätbarock
- Francesco Giunta (1924–1994), Mittelalterhistoriker